# Neotoma chrysomelas
Neotoma chrysomelas е вид бозайник от семейство Хомякови (Cricetidae).

## Разпространение
Видът е разпространен в Никарагуа и Хондурас.